# За пределы безмолвной планеты
«За преде́лы безмо́лвной плане́ты» (англ. Out of the Silent Planet) — научно-фантастический роман английского писателя Клайва Стейплза Льюиса, первая часть его цикла «Космическая трилогия». Роман опубликован в 1938 году и повествует о путешествии учёного-филолога Рэнсома на обитаемую планету Малакандра (Марс), где он знакомится с более гармоничными принципами сосуществования разумных существ, чем на Земле.
На русском языке роман впервые опубликован лишь в 1992 году в журнале «Дружба народов», однако уже на следующий год вся трилогия вышла отдельным изданием.

## Создание
Среди книг, повлиявших на замысел Льюиса, называют научно-фантастические романы «Первые люди на Луне» Герберта Уэллса, «Путешествие к Арктуру» Дэвида Линдсея, «Последние и первые люди» Олафа Стэплдона, а также эссе «Возможные миры» Дж. Б. С. Холдейна.
К 1938 году у Льюиса усилилась убеждённость в том, что жанр научной фантастики, доселе использовавшийся для продвижения различных форм атеизма и материализма, можно использовать и для критики такого мировоззрения и для создания привлекательной альтернативы —  а именно, взять эту форму и наполнить её совершенно иной «мифологией». Именно эта техника была в итоге применена в романах трилогии: их нарратив «захватывает воображение и раскрывает разум альтернативному подходу к действительности».

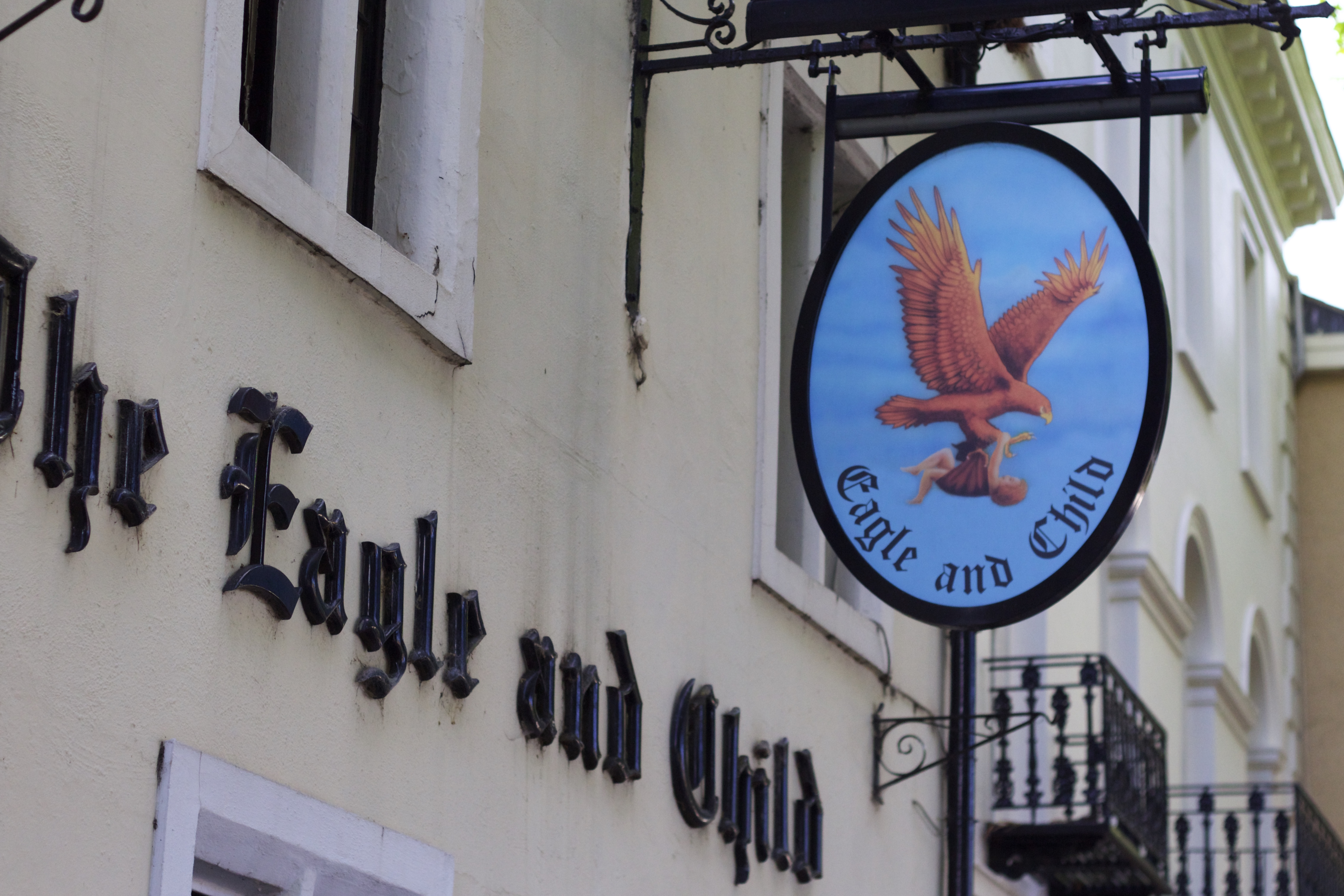
Вывеска паба «Орёл и дитя»

Прототипом главного героя Рэнсома стал ближайший друг Льюиса — Чарлз Уильямс (1886—1945), а прототипом одного из его антагонистов, Дивайна, был Т. Д. Уэлдон (1816—1958), преподававший философию в том же колледже, что и Льюис, с 1923 по 1958 год.
Как и повесть «Хоббит» Джона Р. Р. Толкина за год до этого, в 1938 году рукопись первого романа трилогии Льюиса была прочитана за угловым столиком паба «Орёл и дитя», где собирались «инклинги».
В первом издательстве рукопись романа, которую послал им Толкин, вернули с ответом: «Вероятно, мистер Льюис когда-нибудь напишет хороший роман. Это не годится». Лишь второе издательство опубликовало роман.

## Сюжет
Конец 1930-х годов. По обыкновению отправившись в одиночку в поход где-то в сердце в Англии, кембриджский филолог Элвин Рэнсом, очень добрый и справедливый человек, участник I Мировой войны оказался не в то время не в том месте: он помешал своему бывшему недоброжелателю (со времён школьной скамьи), математику Дику Дивайну, вместе с сообщником, физиком Эдвардом Уэстоном, в их таинственных экспериментах. Злые гении намеревались поставить какой-то опыт на безответном слабоумном сельском парне, а Рэнсом вступился за беднягу. Долго не раздумывая, учёные отпускают селянина, а берут в подопытные Рэнсома, прежде всего начав с усыпления героя, который согласился выпить в их компании. Тот приходит в себя уже в роли заложника на борту космического корабля, направляющегося к одной из планет Солнечной системы. О миссии путешествия, равно как и о роли в нём Рэнсома, ему ничего не сообщают. После примерно тридцатидневного полёта корабль опускается на планету Малакандру, где спутники Рэнсома пытаются передать его представителям местной расы, сорнам — очень высоким, отдалённо антропоморфным, жутким на вид существам. Рэнсому удаётся сбежать. Он скитается по чужой планете и встречает высокого, но не чрезмерно, хросса, представителя ещё одной разумной аборигенной расы, похожего одновременно на пингвина, выдру и тюленя. Рэнсом некоторое время живёт с хроссами и сближается с ними, изучая их язык и принимая участие в их деятельности. Он узнаёт, что кроме сорнов (которые жуткие только с виду, для непривычного человеческого глаза, но на самом деле их роль на планете, вроде как у мудрых созерцателей) и хроссов (склонные к искусству и весёлым игрищам охотники, ловцы водных тварей) на Малакандре также живут пфифльтригги, умеющие изготавливать разные предметы (это ловкие и хваткие ремесленники, рабочие, инженеры, внешне напоминающие неких «пауков» величиной с большую собаку). Между тремя расами разумных существ (хнау) существует взаимодействие и сотрудничество, но нет конфликтов. Давным-давно уже никто не слышал об убийстве. Все ограничиваются максимум лёгким подтруниванием друг над другом. Помимо «простых смертных» всех трёх видов, на планете существуют едва различимые взгляду Рэнсома эльдилы — высшие существа, главное из которых, Уарса, от начала времён управляет планетой. Саму же планету, как и весь мир, создал Малельдил Юный. 
Когда герою выпадает честь поохотиться вместе со своими радушными хозяевами на опасного водного зверя хнакру (которого боятся и почитают и честь убить которого выпадает, мягко говоря, далеко не каждому хроссу, гораздо чаще жертвами выступают сами охотники), один из эльдилов сообщают хроссам, что Рэнсом должен как можно скорее покинуть деревню, либо произойдёт беда, поэтому ему нужно срочно отправиться к Уарсе. Однако герой вместе с самым первым хроссом, кого он встретил (и кто стал его ближайшим другом), слишком увлеклись охотой; они убивают чудовищного зверя и готовятся к триумфу среди соплеменников. Но в этот момент выстрелом из ружья кто-то из спутников Рэнсома убивает его друга-хросса. Рэнсом пускается в путь по харандре, горной и холодной части планеты. Он находит пещеру, в которой его ждёт сорн Эликан, с которым Рэнсон продолжает путь, узнавая от доброго рассудительного колосса (язык хроссов оказался лингва-франка на этой планете, и теперь выучивший его филолог с Земли может говорить с любым разумным существом) больше о месте, куда его занесло. Они прибывают в Мельдилорн, город-святилище, где собираются представители всех трёх рас, а также множество эльдилов. Из рисунков на камнях, изображающих историю Солнечной системы, Рэнсом понимает, что он находится на Марсе. 
Рэнсом встречается с Уарсой, которого воспринимает как еле заметное движение света. От Уарсы он узнаёт, что свой уарса есть на каждой обитаемой планете и когда-то был также на Земле (Тулкандре), пока не стал Гнилым и не был заключён в пределах этой планеты (именно поэтому планету Тулкандру называют «безмолвной» — с неё уже очень давно не было никаких вестей, Гнилые отгорожены от всего праведного мира). Четыре года назад Уэстон и Дивайн прибыли на Малакандру и обнаружили там большие запасы золота («крови Солнца»), однако не явились к Уарсе по его зову, из-за чего Уарса через сорнов повелел им привести ещё одного соплеменника, чтобы он смог с ним поговорить; при этом сами Уэстон и Дивайн решили, что соплеменник будет принесён сорнами в жертву. Беседа прерывается приходом группы хроссов с Уэстоном и Дивайном и тремя телами мёртвых хроссов. После церемонии прощания с мёртвыми Уарса «развоплощает» их тела, которые исчезают. Затем над Уэстоном и Дивайном происходит суд (Рэнсом в роли переводчика, поскольку бесчестные учёные не продвинулись в изучении инопланетного языка дальше нескольких фраз), в ходе которого Уарса всё больше поражается тому, насколько «гнилым» стало население Земли. Тем не менее, он отпускает двоих землян, а Рэнсом отказывается остаться среди дружелюбных марсиан и просит Уарсу отправить их троих в обратный путь. Уарса назначает им срок 90 дней, за которые они должны достигнуть Земли, после чего их корабль будет «развоплощён». Путешественникам с огромным трудом удаётся сделать это, несмотря на то, что Земля и Марс в это время сильно отдалились друг от друга. Оказавшись на Земле, Рэнсом (двое антагонистов сразу после посадки оставили героя в покое, а сами сбежали) решает никому не рассказывать о своём путешествии, боясь, что ему не поверят.
Книга завершается рассказом автора (Льюис вводит в роман самого себя) о знакомстве с Рэнсомом и их совместной работе над изложением произошедших на Марсе событий в художественной форме.

## Награды
В 2014 году книга вошла в число номинантов на премию «Ретро-Хьюго» за 1939 год, однако не стала победителем.

## В массовой культуре
- Out of the Silent Planet (1988) — музыкальный альбом рок-группы King’s X.
- Out of the Silent Planet (2000) — сингл британской хеви-метал-группы Iron Maiden, песня из альбома Brave New World.